# Tempio della spiaggia
Il Tempio della spiaggia è una struttura religiosa che si trova su di un piccolo promontorio affacciato sul golfo del Bengala nei pressi della città di Mamallapuram, a sud di Chennai, nello stato del Tamil Nadu, in India. Il tempio venne eretto a partire dall'VIII secolo con blocchi di granito. Mamallapuram era un fiorente porto durante il VII e l'VIII secolo, uno dei più importanti per il regno della Dinastia Pallava. Tutto il sito in cui sorge il tempio è famoso per le rocce scolpite e gli altri edifici religiosi scolpiti nella pietra, oltre a due enormi bassorilievi rappresentanti divinità dell'Induismo. Dal 1984 questa zona archeologica è stata inserita nell'elenco dei Patrimoni dell'umanità dell'UNESCO.

## Architettura
Il Tempio della spiaggia, al contrario delle altre strutture monolitiche circostanti, è composto da più blocchi di granito, disposti su cinque piani di altezza. Esso è il più antico tempio di questo tipo nell'India meridionale. La sua struttura piramidale si sviluppa per circa 18 metri d'altezza con una base quadrata di circa 15 metri di lato. Davanti al tempio si trova una piccola costruzione, che in origine era il portico. Tutta la struttura è fatta di granito locale finemente tagliato e scolpito.
All'interno del tempio si trova il cosiddetto garbhagriha, la zona più sacra il cui accesso era riservato ai soli sacerdoti e dove si trova l'immagine della divinità, in questo caso Lingam, una delle forme di Siva. Davanti al garbhagriha si trova un piccolo mandapa, cioè una sala delle preghiere, circondata a sua volta da un possente muro perimetrale che lascia poco spazio libero per la circumambulazione. Nella parte posteriore si trovano due piccoli santuari rivolti in direzioni contrapposte: quello più interno è dedicato a Ksatriyasimnesvara ed è raggiungibile tramite un passaggio, mentre l'altro è dedicato a Visnù e si affaccia sull'esterno. Il muro esterno del santuario dedicato a Visnù e la parte interna della parete divisoria sono ricolmi di decorazioni, nella cui parte sommitale vi sono immagini dedicate a Nandi. All'esterno si trovano numerose sculture rappresentanti leoni seduti. Una di queste statue rappresenta Durgā, seduta su di un leone usato come mezzo di trasporto; nello stomaco del leone vi è una nicchia in cui probabilmente si trovava un tempo una piccola teca.
Recenti scavi archeologici hanno portato alla luce nuove strutture nascoste sotto la sabbia.